# قله دنیا
قله دنیا فیلمی به کارگردانی عزیزالله حمیدنژاد و نویسندگی مهدی شجاعی، بهزاد بهزادپور ساختهٔ سال ۱۳۷۴ است.

## خلاصه داستان
در پی شوق و اشتیاق نوجوانان بسیجی برای حضور در منطقه، «علی» و «حمید»، دو نوجوان، به هر دری می‌زنند تا خودشان را به منطقه برسانند و در این میان اتفاقی رخ می‌دهد و این امر ممکن می‌شود، اما آنها عملاً با مشکلات متعددی روبرو می‌شوند، اما مقاومت می‌کنند…

## بازیگران
- رئوف ناجیان
- مهدی فقیه
- جلال خباز
- مهناز فصاحتی
- محمود پاک‌نیت
- مهرداد یزدانی
- حسن خانی
- سیدحسن حسینیان
- سیدجلال طباطبایی
- حمید فرهانیان مقدم